# Північний Кавказ — Центр
Північний Кавказ – Центр – газотранспортний коридор, створений в період існування СРСР шляхом будівництва цілого ряду трубопроводів. Наразі у зміненій конфігурації продовжує діяти на території Росії.

## Початковий етап
У 1956-му до столиці СРСР по газопроводу Ставрополь – Москва подали ресурс із гігантського Північно-Ставропольського родовища, а в 1961 – 1965 роках стала до ладу система Краснодарський край – Серпухов, яка живилась від ряду родовищ Кубані. Починаючи від Ростова вони прямували біч-о-біч, так що утворився газотранспортний коридор із чотирма нитками діаметром 700 мм (дві) та 1000 мм (дві), загальною пропускною здатністю 30 млрд м3. При цьому у північній частині коридору ще з 1955-го діяв газопровід Тула – Москва, введений в дію для транспортування штучного газу Щокінського заводу по газифікації вугілля, проте майже одразу переведений на роботу з блакитним паливом. В районі Серпухова газотранспортний коридор сполучили з Кільцовим газопроводом Московської області.
Одна з ділянок траси проходила східною частиною України через Дар’ївку, Луганськ, Новопсков. Поява у регіоні ресурсу блакитного палива дозволила розпочати поставки газу до індустріальних центрів Донбасу по трубопроводах Таганрог – Маріуполь, Таганрог – Амвросіївка – Слов'янськ і Луганськ – Лисичанськ – Рубіжне.

## Додаткові джерела живлення
У 1966-му до системи подали додатковий ресурс із розташованого у Харківській області України гігантського Шебелинського родовища по газопроводу Шебелинка – Острогозьк. При цьому практично одночасно запрацював газопровід Острогозьк – Серпухів – Білоусово діаметром 1000 мм, більша частина якого проходила по коридору Північний Кавказ – Центр.
Всього за пару десятиліть запаси родовищ Передкавказзя були майже повністю випрацьовані, зокрема, у 1975-му припинилась розробка Північно-Ставропольського родовища. Втім, на той момент вже велась або повинна була розпочатись найближчим часом розробка гігантських середньоазійських, південноуральських та сибірських запасів, продукцію яких почали подавати до європейської частини СРСР. В багатьох випадках призначені для цього газопроводи під’єднували до коридору Північний Кавказ – Центр, при цьому його південна частина виявилась реверсованою для подачі ресурсу до Передкавказзя (а звідти і до Закавказзя). Так, з коридором сполучили:
- в районі Новопскова – газопроводи Оренбург – Новопсков (1975 рік) та Уренгой – Новопсков (1980 – 1983 роки). Також через цей газовий хаб в кінці 1970-х пройшов газопровід «Союз» (Оренбург – Західний кордон), на той час передусім призначений для експортних поставок;
- в районі Острогозька Воронезької області – третю та четверту черги системи Середня Азія – Центр, які стали до ладу у 1975 – 1976 роках;
- поблизу Єльця Липецької області – Центральний газотранспортний коридор, до якого відносились газопроводи Уренгой – Центр I, II, Ямбург – Єлець I, II, а також Уренгой – Помари – Ужгород і «Прогрес», які на той час передусім призначались для експортних поставок;
- в районі Тули – газопровід Уренгой – Тула I, II.          

## Підсилення коридору
Підключення таких потужних газопровідних систем знайшло своє відображення у підсиленні коридору Північний Кавказ – Центр, хоча, звичайно, не всі доправлені ними обсяги передавались саме до нього, оскільки від утворених газових хабів прямували трубопроводи Новопсков – Краматорськ, Новопсков – Шебелинка, реверсований Острогозьк – Шебелинка, Єлець – Київ, Єлець – Диканька, Єлець – Кривий Ріг, Тула – Київ, Тула – Торжок (початкова ділянка останнього від Тули до Серпухова пройшла по коридору Північний Кавказ – Центр). В межах підсилення коридору в його північній частині у 1986-му проклали газопровід Єлець – Серпухів діаметром 1200 мм.
Реверсовану південну частину коридора у 1984-му підсилили газопроводом Новопсков – Ростов – Моздок діаметром 1200 мм. На той час траса від Ростова через Ізобільний (саме тут знаходилось Північно-Ставропольське родовище) до Моздока сама перетворилась на важливий газотранспортний коридор, від якого, зокрема, живились трубопроводи Владикавказ – Тбілісі (а з 1988-го також Моздок – Закавказзя) та Моздок – Казі-Магомед. При цьому Ростов та Ізобільний окрім тільки що зазначеного газопроводу Новопсков – Моздок, з’єднували дві нитки діаметром 700 мм (введені в 1956-му перша та друга черги газопроводу Ставрополь – Москва) та ще одна нитка діаметром 1000 мм.
Від Ізобільного через Невинномиськ до Моздока також пролягав запущений в кінці 1950-х газопровід Ставрополь – Грозний діаметром 530 мм зі спорудженим в 1981-му лупінгом діаметром 700 мм. Нарешті, Невинномиськ (куди ресурс також міг надходити по газопроводу Майкоп – Невинномиськ діаметром 700 мм, який в свою чергу живився від маршруту Ростов – Майкоп) додатково сполучили із моздоцьким газовим хабом трубопроводи Моздок – Невинномиськ (введений у 1968-му, діаметр 1000 мм) та Невинномиськ – Моздок (діаметр 1200 мм). В 2013-му центральну ділянку маршруту Ростов – Моздок підсилили за рахунок трубопроводу Ізобільний – Невинномиськ довжиною 90 км та діаметром 1200 мм.

## Сучасний стан
Оскільки після розпаду СРСР частина коридору Північний Кавказ – Центр стала непідконтрольною російській владі, у 2000-х роках були вжиті заходи до організації поставок до Передкавказзя в обхід території України (втім, можливо відзначити, що вже на той час газовий хаб у Новопскові був далеко не єдиним шляхом подачі ресурсу у північнокавказькі володіння Росії, оскільки з 1980-х діяли трубопроводи Астраханський ГПЗ – Нафтокумськ/Нафтокумськ – Моздок та Макат – Північний Кавказ, а в кінці 1990-х до Ізобільного вивели трубопровід Починки – Ізобільний). Введений в дію у 2007-му газопровід Сохрановка – Октябрьская дозволив подати в район Ростова ресурс із російської частини трубопроводів Оренбург – Новопсков та «Союз».
При цьому не створювали аналогічного північно-західного обходу України, оскільки центральний регіон Росії і так мав достатньо ресурсу, який надходив до газових хабів у Тулі, Єльці та Острогозьку. Фактично,  газотранспортний коридор Північний Кавказ – Центр виявився розділеним на дві системи – південну у конфігурації Сохрановка – Ростов – Моздок та північну Острогозьк – Москва. У другій половині 2010-х «Газпром» провів тендери на ліквідацію двох ниток найстарішого газопроводу Ставрополь – Москва від українського кордону до району Острогозька.
В 2012-му північний маршрут підсилили за рахунок лупінгу Єлець – Щокіно (Тула) довжиною 160 км та діаметром 1200 мм.
Варто також відзначити, що південна частина коридору сполучена з найбільшим у світі Північно-Ставропольським підземним сховищем газу (створене на базі однойменного гігантського родовища).

## Великі споживачі
Коридор забезпечує чи забезпечував живлення десятків великих споживачів природного газу, таких як електростанції (наприклад, Ставропольська ТЕС, Ростовська ТЕЦ-1, Щокінська ТЕС) та хімічні заводи (наприклад, завод азотної хімії у Щокіно, завод метанолу в Новочеркаську). 